# Коллектор углеводородов
Колле́ктор углеводоро́дов — горная порода, содержащая пустоты (поры, каверны или системы трещин) и способная вмещать и фильтровать флюиды (нефть, газ, воду). Подавляющее большинство пород-коллекторов имеют осадочное происхождение. Коллекторами нефти и газа являются как терригенные (алевриты, песчаники, алевролиты, некоторые глинистые породы), так и хемогенные и биохемогенные (известняки, мел, доломиты), а также смешанные породы.

## Фильтрационно-ёмкостные свойства
Фильтрационно-ёмкостные свойства (ФЕС) определяют способность коллекторов вмещать (пористость) и фильтровать (проницаемость) флюиды. Глубокозалегающим газоконденсатно-нефтяным коллекторам характерны деформации, в результате чего меняются их ФЕС. Причем проницаемость при этом изменяется в большей степени, чем пористость.

### Пористость (пустотность)
Все коллекторы по характеру пустот подразделяют на три типа: гранулярные или поровые (только обломочные горные породы), трещинные (любые горные породы) и каверновые (только карбонатные породы). В природе часто наблюдается сочетание различного типа коллекторов с преобладанием того или иного типа. В осадочных породах доминируют гранулярные, но в них чаще всего есть и трещинные, а также кавернозные коллекторы. Пустотами обладают все типы горных пород в той или иной степени, но фильтровать флюиды могут не все.

### Проницаемость
Проницаемость — это свойство породы пропускать жидкость или газ при перепаде давления. Проницаемость зависит от размеров и формы поровых каналов. Единицей измерения проницаемости является Дарси.
Наилучшими ФЕС обладают хорошо отсортированные мелководно-морские (шельфовые, барово-пляжевые) и русловые песчаники. С глубиной осадочного разреза коллекторские свойства ухудшаются в результате литификации, уплотнения пород и уменьшения объема пустот.